# Марсагет
Марсагет (др.-греч. Μαρσαγέτης) — представитель правящей династии скифов, известный исключительно из сообщения Ктесия Книдского (ΠΕΡΣΙΚΑ, § 16). Согласно данному сообщению, во время разведывательной экспедиции сатрапа Ариарамна, предшествовавшей походу правителя Ахеменидской державы Дария I в Скифию, в плен к персам попал брат скифского царя (вероятно, Иданфирса) Марсагет, «…заключённый в оковы по приказанию брата за какой-то проступок…».
Данное сообщение в контексте скифо-персидских отношений в достаточном объёме прокомментировано археологом Черненко Е. В.

## Параллели
В боспорской эпиграфике II века имеются близкие параллели к данному антропониму: Μαρζάκου ← Μαρζακος.
Также в осетинском варианте нартского эпоса имя Балсаг/Барсаг/Марсаг носит живое огненное колесо, выступающее в роли карающего оружия божеств.